# Дона (род)
Дона (Dohna) — один из древнейших родов Саксонии, по семейному преданию, владевший местечком Дона и его окрестностями с VIII века. Впоследствии обзавёлся имениями на территории современных Польши и Чехии, а с конца XVII века занял одно из виднейших мест при прусском королевском дворе.

## Происхождение и история рода
Первые бургграфы Дона документально зафиксированы с середины XII века. В XIV веке род разделился на три ветви, избравшие своими резиденциями собственно Дону, Графенштейн, Мускау и Жегушице. В XVII веке из них продолжала существовать только первая, которая, в свою очередь, распалась на линии Дона-Лаук, Дона-Шлобиттен (владела Слобитами в Вармии), Дона-Шлодиен (владела местечком Гладише близ Ольштына) и Дона-Корвинден. Три первые линии продолжаются, а корвинденская ветвь, по родству с Оксеншерной поступившая на службу к шведскому королю, угасла в 1803 году.
Принц Фредерик-Генрих Оранский и граф Кристоф фон Дона (1583—1637) были женаты на родных сёстрах. Последние 7 лет своей жизни граф Дона от имени Оранской династии управлял их родовым княжеством. Затем эту должность исполнял его сын Фридрих, обосновавшийся в Коппе, анклаве Оранского княжества на берегу Женевского озера. Его брат Альбрехт занимал видное положение при берлинском дворе и выстроил в этом городе дворец Шёнхаузен, впоследствии выкупленный у его наследников в казну.
Фридрих поручил в Коппе воспитание своих сыновей Александра и Кристофа известному философу Бейлю. От первого из них (ставшего воспитателем первого короля Пруссии) происходит шлобиттенская линия рода, от второго — шлодинская. Старшая ветвь шлобиттенской линии закончилась на внучке Александра, графине Фридерике (1738-86). Из шлодинской линии примечательны генерал Христоф II Дона-Шлодин (один из полководцев Семилетней войны) и граф Николаус цу Дона-Шлодин (капитан немецкого флота во время Первой мировой войны).
Фридрих Иоганн, брат Александра и Кристофа, унаследовал от матери французский титул маркиза де Ферассьера. Он был убит при Денене, от брака с ирландской миледи оставив трёх дочерей. Из них средняя в 1715 году стала женой русского дипломата А. Г. Головкина. Это был первый брачный союз между русской и западноевропейской аристократией. Потомок этого брака, граф Ю. А. Головкин, занимал видное место при русском императорском дворе.
Хотя род Дона не был медиатизован и вследствие этого в XIX веке опустился в аристократической табели о рангах по сравнению с более ранними временами, о кичливости его представителей в Германии ходили легенды. Некоторые из них по древности рода ставили себя выше самих Гогенцоллернов. В 1900 году за заслуги перед прусской короной глава шлобиттенской ветви был наконец удостоен княжеского титула.
На исходе Второй мировой войны усадьбы рода Дона в Восточной Пруссии были подвергнуты разорению и с тех пор не восстанавливались. В их числе и Финкенштейнский дворец, где жил в 1807 году с Марией Валевской император Наполеон и где он подписал с персидскими послами Финкенштейнский договор.

## Галерея

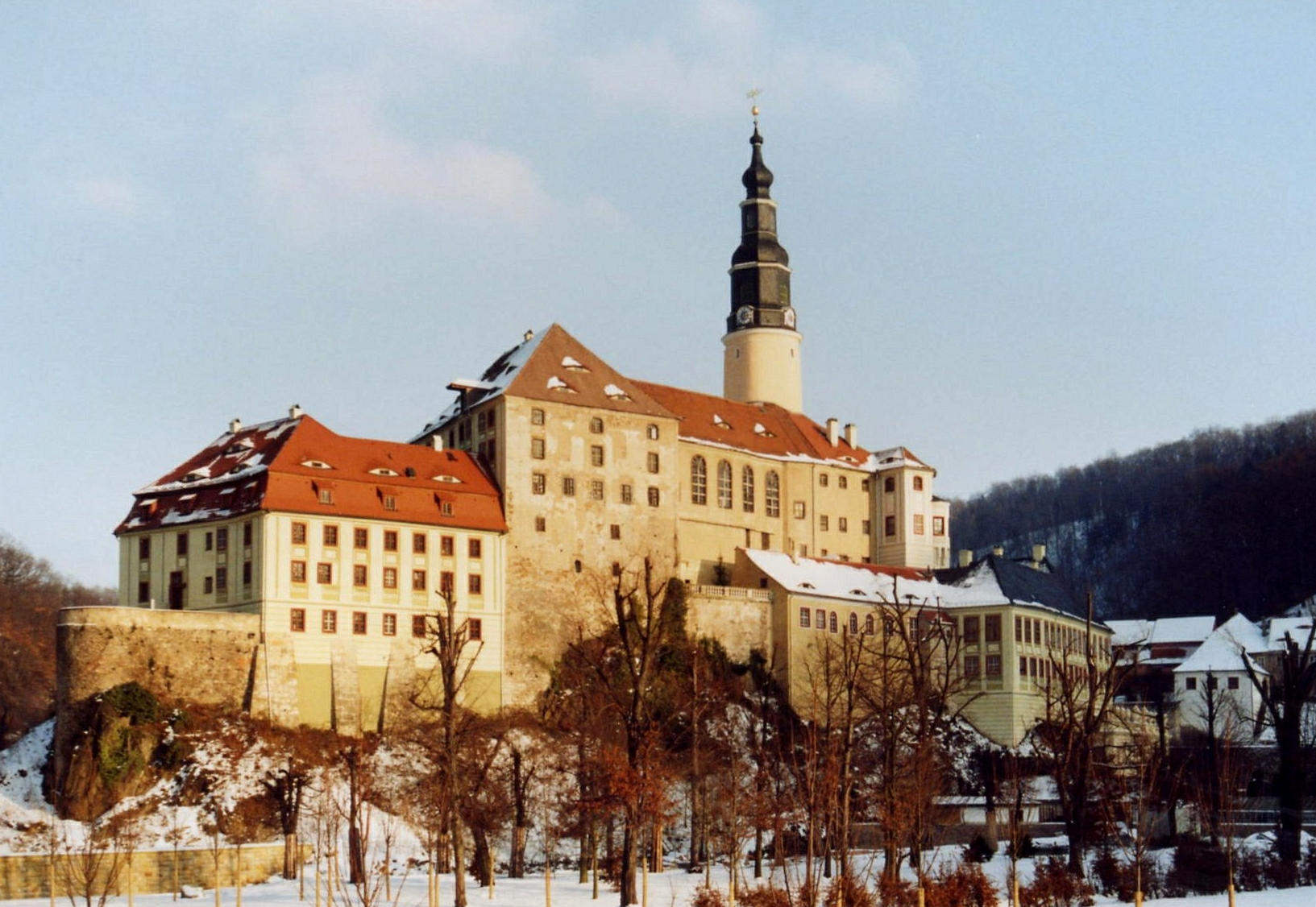
Замок Веезенштайн
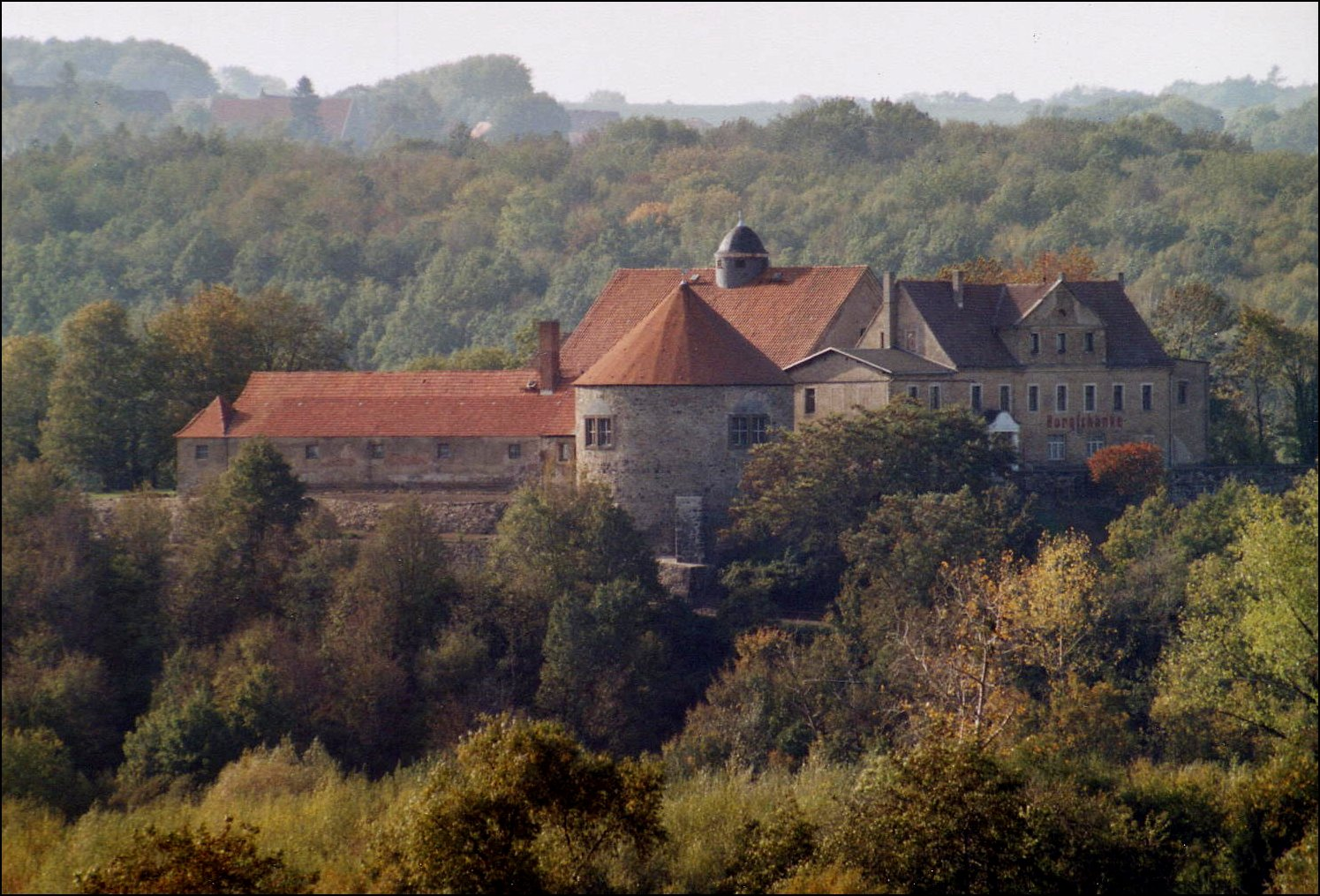
Замок Дона
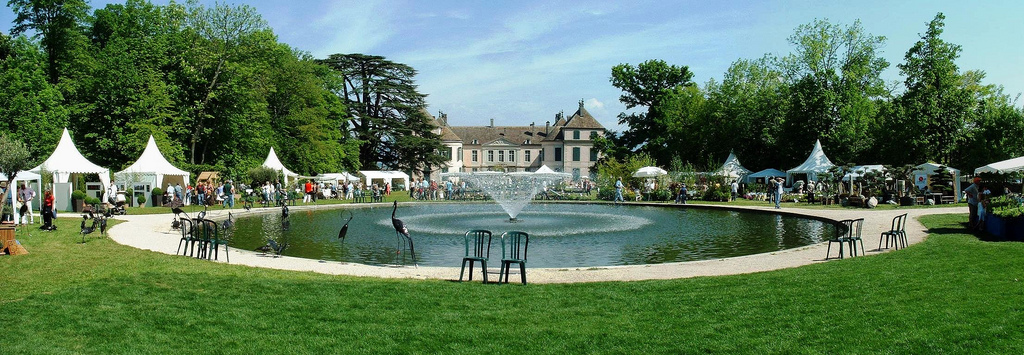
Дворец в Коппе
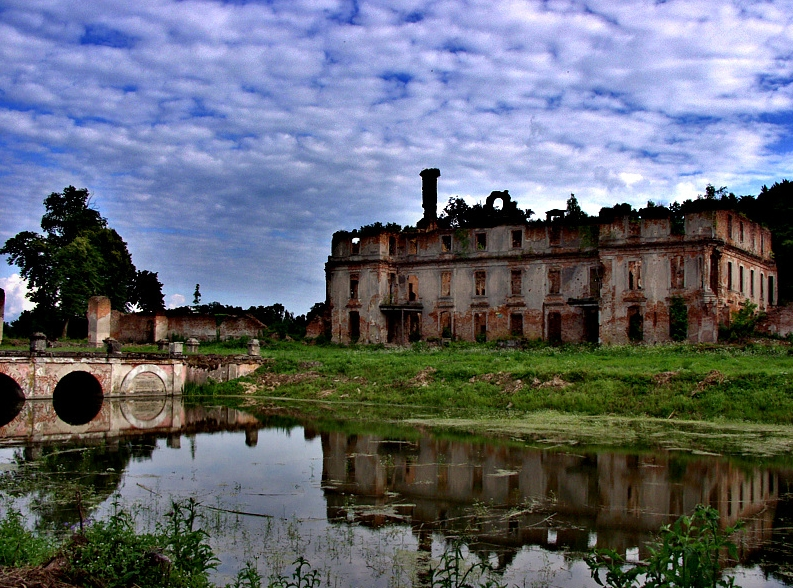
Шлобиттенский дворец
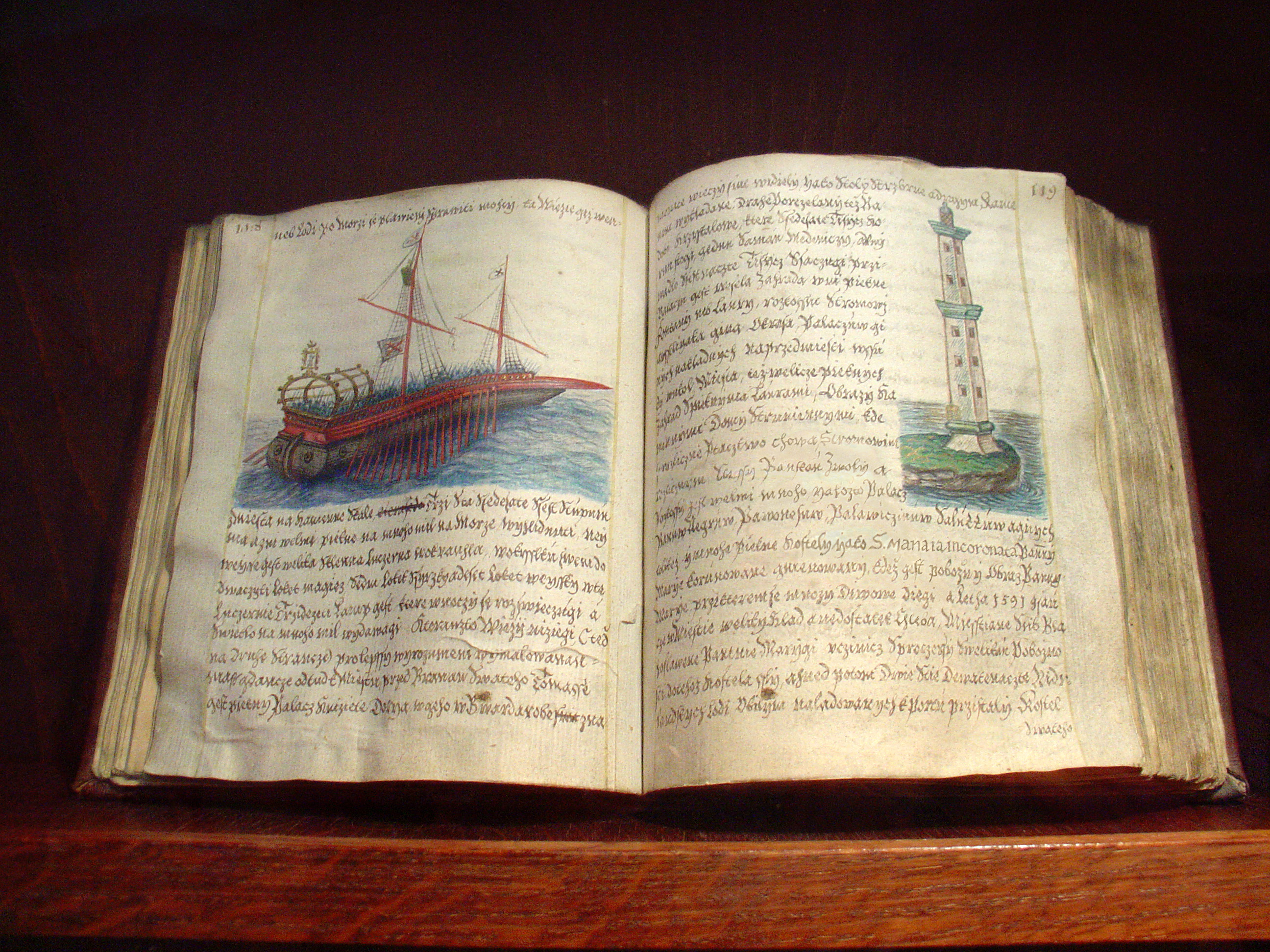
Путевые записки Бедржиха Донина